# Диметилсульфат
Диметилсульфа́т — органическое химическое соединение, сложный эфир метанола и серной кислоты с формулой {\displaystyle {\ce {(CH3)2SO4}}}, принятая сокращённая формула {\displaystyle {\ce {Me2SO4}}}.
Впервые получен в начале XIX века.
Широко применяется как метилирующий реагент в органическом синтезе. В некоторых случаях может быть заменён метиловым эфиром трифторметансульфоновой кислоты {\displaystyle {\ce {CF3SO3CH3}}}, или иодметаном.
Как и все алкилирующие реагенты, диметилсульфат в высоких концентрациях токсичен и проявляет канцерогенные свойства.

## Получение
Для получения диметилсульфата используются различные методы. Простейший — этерификация серной кислоты с метанолом:
{\displaystyle {\ce {2 CH3OH + H2SO4 -> (CH3)2SO4 + 2 H2O}}}.
Другой возможный способ включает в себя дистилляцию метилсерной кислоты в вакууме (перегонка 60 % олеума с метанолом):
{\displaystyle {\ce {2 CH3HSO4 -> H2SO4 + (CH3)2SO4}}}.
Метилнитрит и метилхлорсульфонат также образуют диметисульфат:
{\displaystyle {\ce {CH3ONO + CH3OSO2Cl -> (CH3)2SO4 + NOCl}}}.
В США {\displaystyle {\ce {Me2SO4}}} производится коммерчески с 20-х годов XX века в непрерывном процессе реакции диметилового эфира и триоксида серы:
{\displaystyle {\ce {(CH3)2O + SO3 -> (CH3)2SO4}}}.
Ещё один способ получения диметилсульфата — реакция хлорсульфоновой кислоты с метанолом:
{\displaystyle {\ce {2 CH3OH + HOSO2Cl -> (CH3)2SO4 + HCl + H2O}}}.

## Физические свойства
Представляет собой бесцветную маслянистую жидкость, малорастворимую в воде. Чистый диметилсульфат не имеет запаха. Примеси могут придавать ему слабый запах чеснока.
Может быть перегнан при 140—150 °C и давлении примерно 15 мм рт. ст.

## Химические свойства
Растворим в метаноле, этаноле, этиловом эфире, дихлорметане, ацетоне, хлороформе, нитробензоле, также реакции иногда ведут в воде.
Со взрывом реагирует с аммиаком и аминами. Реакции растворов аминов дает соответственно вещества с большим содержанием метильных групп при азоте, третичные амины дают четвертичные соли. При этом первая метильная группа уходит значительно быстрее второй. Он также алкилирует фенолы и тиолы. Считается, что реакции идут по SN2 механизму.
Несмотря на высокую эффективность диметилсульфата для алкилирования, из-за токсичности и высокой стоимости его часто заменяют. Так при О-алкилировании используют иодметан. Диметилкарбонат менее токсичен чем иные реагенты, поэтому может успешно быть заменить их при N-алкилировании. В целом токсичность алкилирующих агентов прямо коррелирует с их способностью к алкилированию.

## Применение
Широко применяется в органическом синтезе для метилирования различных веществ: фенолов, аминов, некоторых гетероциклических соединений пуринового ряда, таких как мочевая кислота и других. Так же применяется для получения нитрометана:
{\displaystyle {\ce {2 NaNO2 + (CH3)2SO4 -> 2CH3NO2 + Na2SO4}}}.

### Метилирование по углероду
С-Н кислоты метилируются диметилсульфатом в апротонных растворителях.

### Метилирование по кислороду
Чаще всего диметилсульфат используется для метилирования фенолов. Некоторые простые спирты также могут быть метилированы, как, например, трет-бутанол в трет-бутилметиловый эфир.
{\displaystyle {\ce {2(CH3)3COH + (CH3)2SO4 -> 2 (CH3)3COCH3 + H2SO4}}}.
Алкоголяты легко метилируются, например:
{\displaystyle {\ce {RO- Na+ + (CH3)2SO4 -> ROCH3 + Na(CH3)SO4}}}.
Метилирование сахаров диметилсульфатом называется метилированием по Хаворту.

### Метилирование по азоту
Диметилсульфат используется как для получения четвертичных солей так и третичных аминов.
{\displaystyle {\ce {C6H5CH=NC4H9 + (CH3)2SO4 -> C6H5CH=N^{+}(CH3)C4H9 + CH3OSO3^{-}}}}.
Кватернизованные аммониевые соли жирных кислот используют как поверхностно-активных веществ (ПАВ) так и в качестве смягчителя тканей:
{\displaystyle {\ce {CH3(C6H4)NH2 + (CH3)2SO4 ->[{\ce {NaHCO_3 + H_2O}}] CH3(C6H4)N(CH3)2 + Na(CH3)SO4}}}.

### Метилирование по сере
Так же как и метилирование спиртов, алкилируются тиоляты, но с большей скоростью:
{\displaystyle {\ce {RS^-Na^+ + (CH3)2SO4 -> RSCH3 + Na(CH3)SO4}}},
например:
{\displaystyle {\ce {p-CH3C6H4SO2Na + (CH3)2SO4 -> p-CH3C6H4SO2CH3 + Na(CH3)SO4}}}.
Этот метод был использован для получения тиоэфиров:
{\displaystyle {\ce {RC(O)SH + (CH3)2SO4 -> RC(O)S(CH3) + HOSO3CH3}}}.

### Другие применения
Диметилсульфат может вызвать специфические расщепление гуанина в ДНК путём разрушения имидазольного гетероцикла. Этот процесс может быть использован для определения последовательности азотистых оснований в ДНК и других применениях.
Диметилсульфат используется для картирования одноцепочечных фрагментов ДНК. Метод основан на различии скорости метилирования фрагментов цитозина в составе одно- и двуцепочечных нуклеиновых кислот.

## Токсикология и безопасность
Высокотоксичное вещество с кожно-резорбтивным воздействием, ЛД50 140 мг/кг (мыши, перорально).
Пары диметилсульфата оказывают сильное раздражающее и прижигающее воздействие на слизистые оболочки дыхательных путей и глаз (воспалительные явления, отёки, поражения дыхательных путей, конъюнктивит).
Оказывает также общее токсическое действие, особенно на ЦНС. Жидкий диметилсульфат при попадании на кожу вызывает ожоги и долго незаживающие язвы, в высоких концентрациях омертвение (некроз). Токсичность обусловлена продуктами гидролиза, которые включают метанол и серную кислоту.
Скрытый период при лёгких отравлениях составляет до 15 часов, при отравлениях средней тяжести — до 5 часов, при тяжёлых — до 2—3 часов.
Особенно опасно поражение глаз (возможна потеря зрения). В тяжёлых случаях отравления наблюдается кома, паралич и смерть в течение 3—4 дней.
Является сильным канцерогеном, проявляет мутагенные эффекты. Канцерогенный и мутагенный эффекты обусловлены метилированием ДНК.